# Belgisch voetbalelftal onder 19 (mannen)
Het Belgisch voetbalelftal onder 19 is een voetbalelftal voor spelers onder de 19 jaar. Spelers die 19 jaar zijn op het moment dat de kwalificatie voor een toernooi begint, kunnen blijven deelnemen. Zo kunnen er dus spelers van 20 jaar aan een toernooi deelnemen.
Het elftal probeert zich jaarlijks te kwalificeren voor het Europees kampioenschap onder 19. Via het eindtoernooi zijn vervolgens eens in de twee jaar tickets te verdienen voor het wereldkampioenschap voetbal onder 20. Bij kwalificatie speelt de ploeg op dat WK als België onder 20.

## Prestaties op eindrondes

### EK onder 19
| Jaar                               | Ronde               | Wed.                | W                   | G                   | V                   | DV                  | DT                  | Kwal.        |
| ---------------------------------- | ------------------- | ------------------- | ------------------- | ------------------- | ------------------- | ------------------- | ------------------- | ------------ |
| Toernooi was daarvoor EK onder 18. |                     |                     |                     |                     |                     |                     |                     |              |
| 2002                               | Groepsfase          | 3                   | 0                   | 1                   | 2                   | 3                   | 5                   | kwalificatie |
| 2003                               | Niet gekwalificeerd | Niet gekwalificeerd | Niet gekwalificeerd | Niet gekwalificeerd | Niet gekwalificeerd | Niet gekwalificeerd | Niet gekwalificeerd | kwalificatie |
| 2004                               | Groepsfase          | 3                   | 0                   | 1                   | 2                   | 0                   | 6                   | kwalificatie |
| 2005                               | Niet gekwalificeerd | Niet gekwalificeerd | Niet gekwalificeerd | Niet gekwalificeerd | Niet gekwalificeerd | Niet gekwalificeerd | Niet gekwalificeerd | kwalificatie |
| 2006                               | Groepsfase          | 3                   | 1                   | 0                   | 2                   | 6                   | 10                  | kwalificatie |
| 2007                               | Niet gekwalificeerd | Niet gekwalificeerd | Niet gekwalificeerd | Niet gekwalificeerd | Niet gekwalificeerd | Niet gekwalificeerd | Niet gekwalificeerd | kwalificatie |
| 2008                               | Niet gekwalificeerd | Niet gekwalificeerd | Niet gekwalificeerd | Niet gekwalificeerd | Niet gekwalificeerd | Niet gekwalificeerd | Niet gekwalificeerd | kwalificatie |
| 2009                               | Niet gekwalificeerd | Niet gekwalificeerd | Niet gekwalificeerd | Niet gekwalificeerd | Niet gekwalificeerd | Niet gekwalificeerd | Niet gekwalificeerd | kwalificatie |
| 2010                               | Niet gekwalificeerd | Niet gekwalificeerd | Niet gekwalificeerd | Niet gekwalificeerd | Niet gekwalificeerd | Niet gekwalificeerd | Niet gekwalificeerd | kwalificatie |
| 2011                               | Groepsfase          | 3                   | 0                   | 2                   | 1                   | 3                   | 6                   | kwalificatie |
| 2012                               | Niet gekwalificeerd | Niet gekwalificeerd | Niet gekwalificeerd | Niet gekwalificeerd | Niet gekwalificeerd | Niet gekwalificeerd | Niet gekwalificeerd | kwalificatie |
| 2013                               | Niet gekwalificeerd | Niet gekwalificeerd | Niet gekwalificeerd | Niet gekwalificeerd | Niet gekwalificeerd | Niet gekwalificeerd | Niet gekwalificeerd | kwalificatie |
| 2014                               | Niet gekwalificeerd | Niet gekwalificeerd | Niet gekwalificeerd | Niet gekwalificeerd | Niet gekwalificeerd | Niet gekwalificeerd | Niet gekwalificeerd | kwalificatie |
| 2015                               | Niet gekwalificeerd | Niet gekwalificeerd | Niet gekwalificeerd | Niet gekwalificeerd | Niet gekwalificeerd | Niet gekwalificeerd | Niet gekwalificeerd | kwalificatie |
| 2016                               | Niet gekwalificeerd | Niet gekwalificeerd | Niet gekwalificeerd | Niet gekwalificeerd | Niet gekwalificeerd | Niet gekwalificeerd | Niet gekwalificeerd | kwalificatie |
| 2017                               | Niet gekwalificeerd | Niet gekwalificeerd | Niet gekwalificeerd | Niet gekwalificeerd | Niet gekwalificeerd | Niet gekwalificeerd | Niet gekwalificeerd | kwalificatie |
| 2018                               | Niet gekwalificeerd | Niet gekwalificeerd | Niet gekwalificeerd | Niet gekwalificeerd | Niet gekwalificeerd | Niet gekwalificeerd | Niet gekwalificeerd | kwalificatie |
| 2019                               | Niet gekwalificeerd | Niet gekwalificeerd | Niet gekwalificeerd | Niet gekwalificeerd | Niet gekwalificeerd | Niet gekwalificeerd | Niet gekwalificeerd | kwalificatie |
| 2022                               | Niet gekwalificeerd | Niet gekwalificeerd | Niet gekwalificeerd | Niet gekwalificeerd | Niet gekwalificeerd | Niet gekwalificeerd | Niet gekwalificeerd | kwalificatie |
| 2023                               | Niet gekwalificeerd | Niet gekwalificeerd | Niet gekwalificeerd | Niet gekwalificeerd | Niet gekwalificeerd | Niet gekwalificeerd | Niet gekwalificeerd | kwalificatie |
| 2024                               | Niet gekwalificeerd | Niet gekwalificeerd | Niet gekwalificeerd | Niet gekwalificeerd | Niet gekwalificeerd | Niet gekwalificeerd | Niet gekwalificeerd | kwalificatie |
| Totaal                             | 4/21                | 12                  | 1                   | 4                   | 7                   | 12                  | 27                  |              |

## Huidige selectie
De selectie voor de EK-kwalificatiewedstrijden tegen  Noorwegen op 19 maart 2025, tegen  Servië op 22 maart 2025 en tegen  Israël op 25 maart 2025.
Interlands en doelpunten bijgewerkt tot en met de wedstrijd Servië - België (1 – 1) op 22 maart 2025.
| Nr.         | Naam                    | Wed. | Dlpnt. | Club           |
| ----------- | ----------------------- | ---- | ------ | -------------- |
| Doel        |                         |      |        |                |
| 1           | Axl De Corte            | 2    | 0      | Club Brugge    |
| 12          | Matthias Pieklak        | 5    | 0      | Lommel SK      |
| Verdediging |                         |      |        |                |
| 3           | Josue Kongolo           | 13   | 0      | KRC Genk       |
| 2           | Kaïs Barry              | 8    | 0      | RSC Anderlecht |
| 5           | Samuel Gomez Van Hoogen | 7    | 0      | PSV            |
| 18          | Ludovick Wola-Wetshay   | 4    | 0      | RSC Anderlecht |
| 7           | Basile Vroninks         | 3    | 0      | RSC Anderlecht |
| 15          | Lucas Mbamba            | 5    | 0      | LOSC Lille     |
| Middenveld  |                         |      |        |                |
| 4           | Samuel Nibombe          | 1    | 0      | AS Monaco      |
| 6           | Andreas Verstraeten     | 2    | 0      | Royal Antwerp  |
| 16          | Laurens Goemaere        | 5    | 1      | Club Brugge    |
| 13          | Lilian Vergeylen        | 3    | 0      | RSC Anderlecht |
| 20          | Gyano Vanderdonck       | 0    | 0      | KAA Gent       |
| 10          | Rayane Bounida          | 8    | 2      | AFC Ajax       |
| 8           | Jordy Bawuah            | 8    | 1      | PSV            |
| Aanval      |                         |      |        |                |
| 11          | Cédric Nuozzi           | 5    | 0      | KRC Genk       |
| 14          | Wilson Da Costa         | 8    | 2      | KRC Genk       |
| 9           | Kaye Furo               | 4    | 2      | Club Brugge    |
| 19          | Yanis Musuayi           | 1    | 0      | Club Brugge    |
| 17          | Simon Buggea            | 1    | 0      | RFC Seraing    |